# Souto Maior (Espanha)

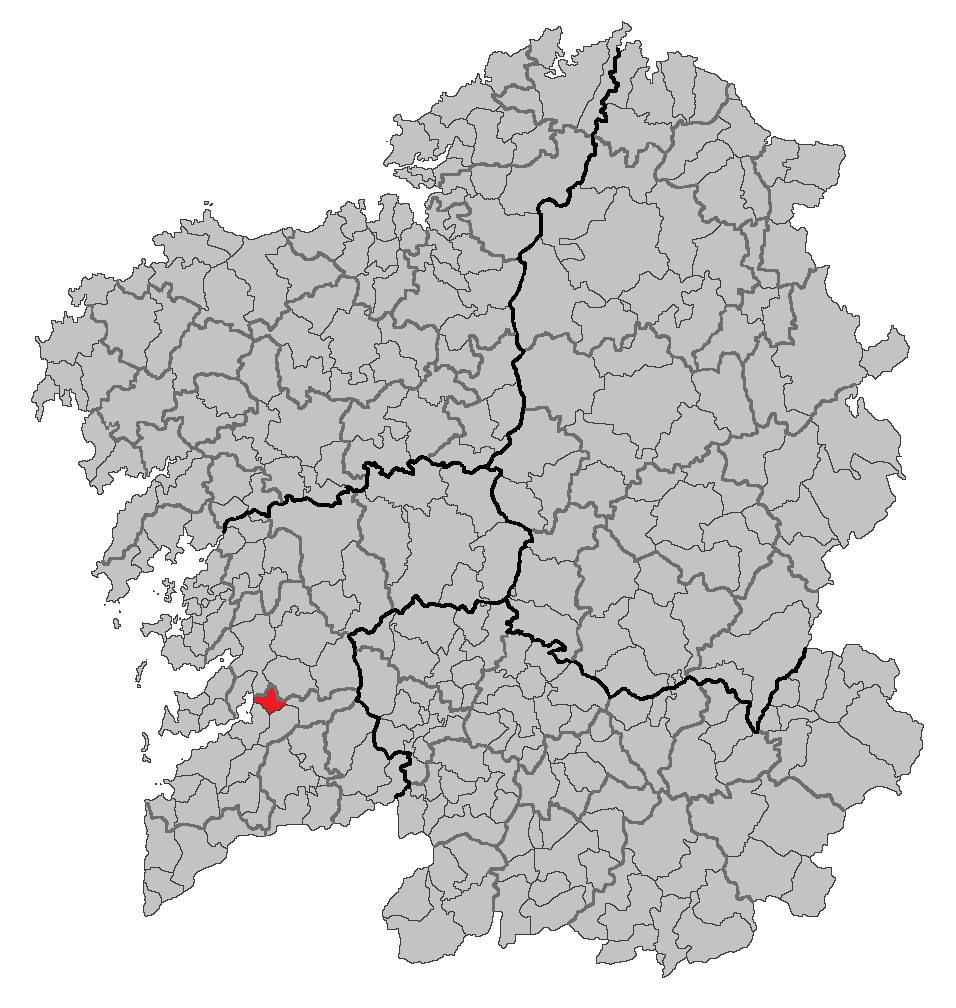
Localização de Soutomaior

Souto Maior (em galego, Soutomaior; em espanhol Sotomayor) é um município da Espanha na província de Pontevedra, comunidade autónoma da Galiza, de área 24,97 km² com população de 6305 habitantes (2007) e densidade populacional de 231,43 hab/km².

## Demografia
| Variação demográfica do município entre 1991 e 2004 | Variação demográfica do município entre 1991 e 2004 | Variação demográfica do município entre 1991 e 2004 | Variação demográfica do município entre 1991 e 2004 |
| --------------------------------------------------- | --------------------------------------------------- | --------------------------------------------------- | --------------------------------------------------- |
| 1991                                                | 1996                                                | 2001                                                | 2004                                                |
| 4959                                                | 5236                                                | 5405                                                | 5781                                                |

## Património edificado
- Castelo de Soutomaior